# Nasso (isola)
Nasso (detta anche Naxos o in greco Νάξος?) è la più grande (428 km²) delle Cicladi, isole della Grecia situate nel Mar Egeo. Faceva parte della Prefettura delle Cicladi e attualmente fa parte dell’unità periferica di Nasso che fa a sua volta parte della Periferia dell'Egeo Meridionale.
La sua città più grande nonché capitale è Chora (Χώρα) che conta 12 000 abitanti. I più importanti villaggi sono Filoti, Apeiranthos, Tragea, Koronos, Sangri e Apollonas.
Nasso è una conosciuta destinazione turistica con diverse località archeologiche di facile accesso, degni di nota sono la Portara, ovvero la porta del Tempio di Apollo, il Tempio di Demetra e la chiesa di San Giorgio Diasoritis. Possiede molte spiagge considerate molto belle dai turisti quali Sant'Anna (Agia Anna), San Procopio (Agios Prokopios), Alikos, Kastraki, Mikri Vigla, Plaka e San Giorgio (Agios Georgios), la maggior parte delle quali situate sul lato occidentale dell'isola.
È l'isola più fertile delle Cicladi e al suo interno si erge il monte Zas (1004 m).

## Geografia
Isola montuosa (la cima più alta è quella di Zas, 1004 m), la più alta di tutte le Cicladi.

## Storia

### Primi abitanti ed epoca arcaica
Secondo il mito, raccontato spesso con alcune varianti, Arianna, che aveva aiutato Teseo a uccidere il Minotauro, fu abbandonata a Nasso (da cui l'espressione "piantare in Nasso", diventata poi "piantare in asso"), allora chiamata Dia. Dopo poco sopravvenne Dioniso su un carro tirato da pantere che, conosciutala, volle sposarla.
Nasso fu abitata per la prima volta, secondo la tradizione, dai Traci che vi portarono anche il culto del dio Dioniso. Furono seguiti dai Cari. Fu anche il centro della civiltà cicladica (3200-2100 a.C.).
In località Apollonas e Fleriò sono stati rinvenuti 2 Kouroi del VII secolo a.C.. E sempre tra il VII secolo a.C. e il VI secolo a.C. vennero costruiti i magnifici 5 leoni (che in origine erano 9) donati al santuario di Apollo a Delo
Nel 547 a.C., con l'aiuto di Pisistrato, Ligdami divenne tiranno di Nasso. Ligdami inoltre iniziò la costruzione della Portara nel 530 a.C. e sempre nello stesso anno iniziò la costruzione del tempio di Demetra che insieme a quello di Apollo erano atti a simboleggiare lo sviluppo urbanistico prendendo ispirazione da Pisistrato ad Atene. Il tempio situato
nelle vicinanze del villaggio di Angri, venne poi abbandonato e riutilizzato come chiesa nel V secolo d.C. per poi essere saccheggiato e distrutto dai pirati ed infine i suoi marmi essere usati per le abitazioni durante il periodo veneziano e ottomano.

### Guerre persiane
Nel 502 a.C. gli abitanti di Naxos si ribellarono al giogo dell'impero persiano. Questa rivolta incitò in Asia Minore la rivolta ionica che a sua volta condusse alla I Guerra Persiana. Nel 499 a.C. Aristagora e Artaferne assediarono l'isola dando il via alle guerre persiane.

### Periodo bizantino
Durante il VII e VIII secolo Naxos è il centro commerciale più importante delle Cicladi. Sempre sotto il dominio bizantino, nell'XI secolo, nelle vicinanze del villaggio di Chalki venne costruita la chiesetta di agios Georgios Diasoritis, sui resti di un tempio paleocristiano. L'edificio all'interno è ricoperto di affreschi del secolo rappresentati il cristo coronato dagli arcangeli, le principali scene dei Vangeli e san Giorgio. La chiesa è a croce greca e la cupola è sorretta da quattro pilastri.

### I Duchi di Naxos
Dopo la quarta crociata essendo sul trono di Costantinopoli un imperatore favorevole alla Serenissima, il veneziano Marco Sanudo conquistò l'isola e di lì a poco anche il resto delle Cicladi, nominandosi Duca di Naxos o anche Duca dell'Arcipelago. Le Cicladi furono governate fino al 1566 da 21 duchi divisi in due dinastie, fino a quando il pirata ottomano Khayr al-Dīn Barbarossa la conquistò ponendola sotto il dominio ottomano. Il controllo veneziano dell'Egeo continuò su alcune isole fino al 1714. Sull'isola sono presenti varie abitazioni in stile veneziano in particolare il capoluogo conta alcune splendide residenze veneziane con i rispettivi stemmi nobiliari; una di queste ospita il "Museo Veneziano della Rocca-Barozzi". Grazie ai veneziani inoltre si diffuse il cattolicesimo nelle Cicladi e in particolare sull'isola che conta anche una cattedrale, nonostante la maggioranza rimanga ortodossa.

### Naxos ottomana
L'amministrazione ottomana che successe al Ducato di Naxos lasciò sostanzialmente tutto nelle mani dei veneziani, essendo soddisfatti con le entrate fiscali delle isole. Pochi furono i turchi che si trasferirono alle Cicladi e l'influenza turca è tutto sommato trascurabile. La sovranità turca durò fino alla rivolta del 1821.

## Cucina
Nel territorio dell'isola è coltivata una patata, IGP dal 29 novembre 2011.
Nell'isola è prodotto il Kitron, bevanda alcolica a base di foglie di cedro.

## Il mito di Arianna e la possibile origine della locuzione "piantare in asso"

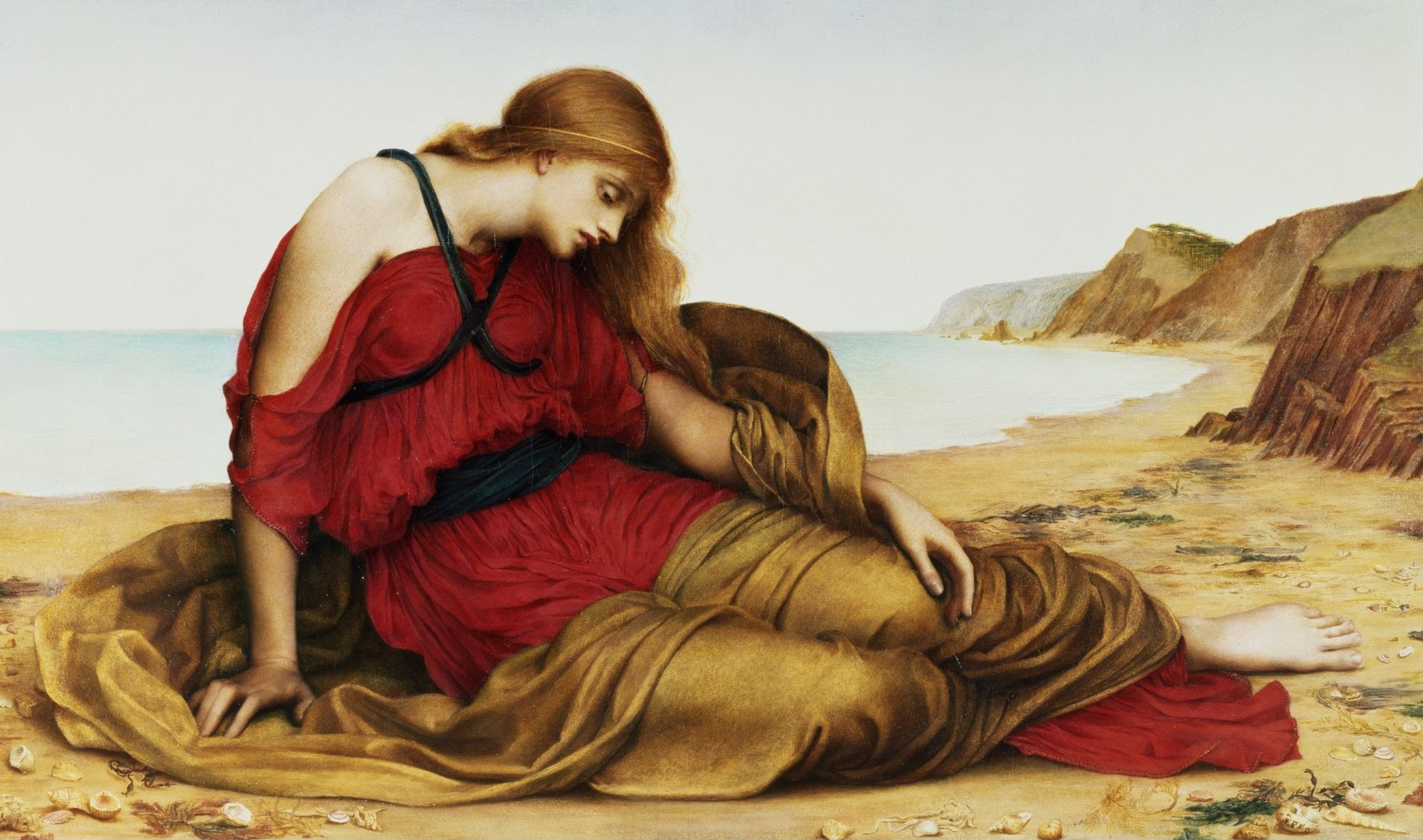
Arianna a Nasso, 1877, Evelyn De Morgan

Secondo una nota ricostruzione, la frase idiomatica italiana "piantare in asso" deriverebbe per corruzione linguistica dall'originaria espressione "piantare in Nasso" e affonderebbe le proprie radici nella mitologia greca: Arianna, dopo aver aiutato con il suo filo l'eroe ateniese Teseo a sconfiggere il Minotauro e a uscire dal labirinto di Cnosso, fuggì insieme agli ateniesi, ma fu abbandonata ("piantata") da Teseo sull'isola di Nasso, per motivi che il mito non chiarisce. 
Studi più recenti, tuttavia, suggeriscono un etimo differente per la locuzione popolare, ossia «fare il punto più basso (l'uno)» alle carte o ai dadi». In base a tale ricostruzione, per "piantare in asso" deve intendersi «lasciare solo, abbandonare inaspettatamente o bruscamente, presa la similitudine dall'asso, che sta solo ed è il punto peggiore (...)».
Secondo l'Accademia della Crusca, "piantare in asso" avrebbe apparentemente un'origine anteriore a "piantare in Nasso": l'impiego della seconda forma risulta comunque formalmente corretto, essendosi attestato nel corso dei secoli parallelamente alla prima.

## Galleria d'immagini

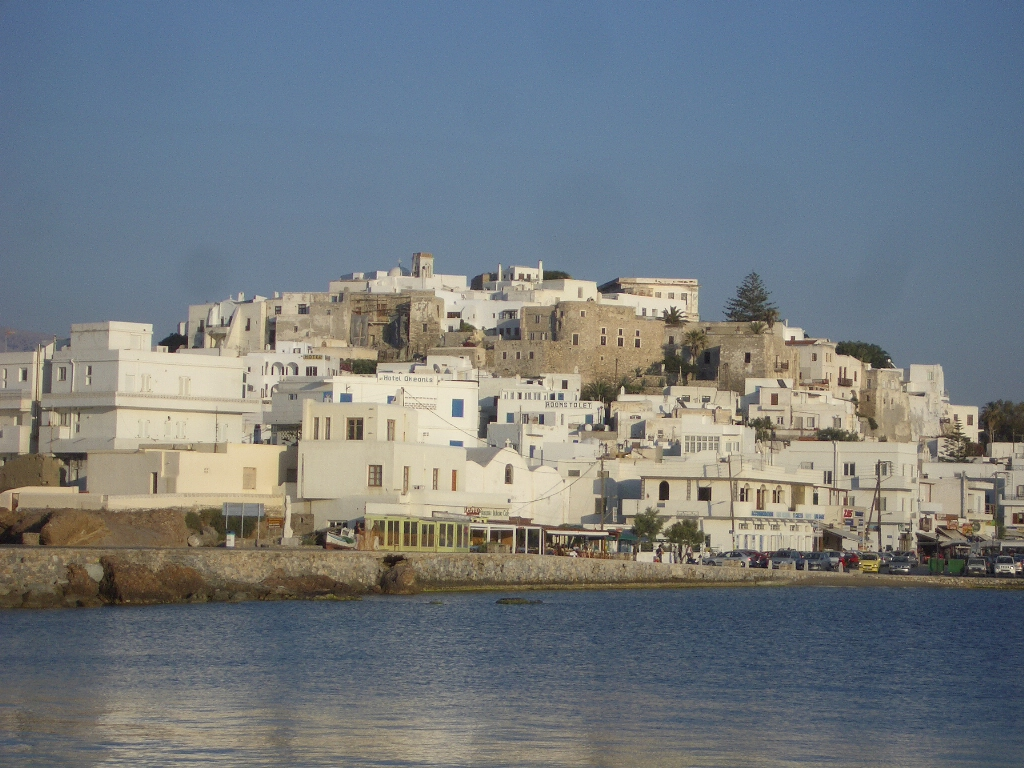
La città di Naxos
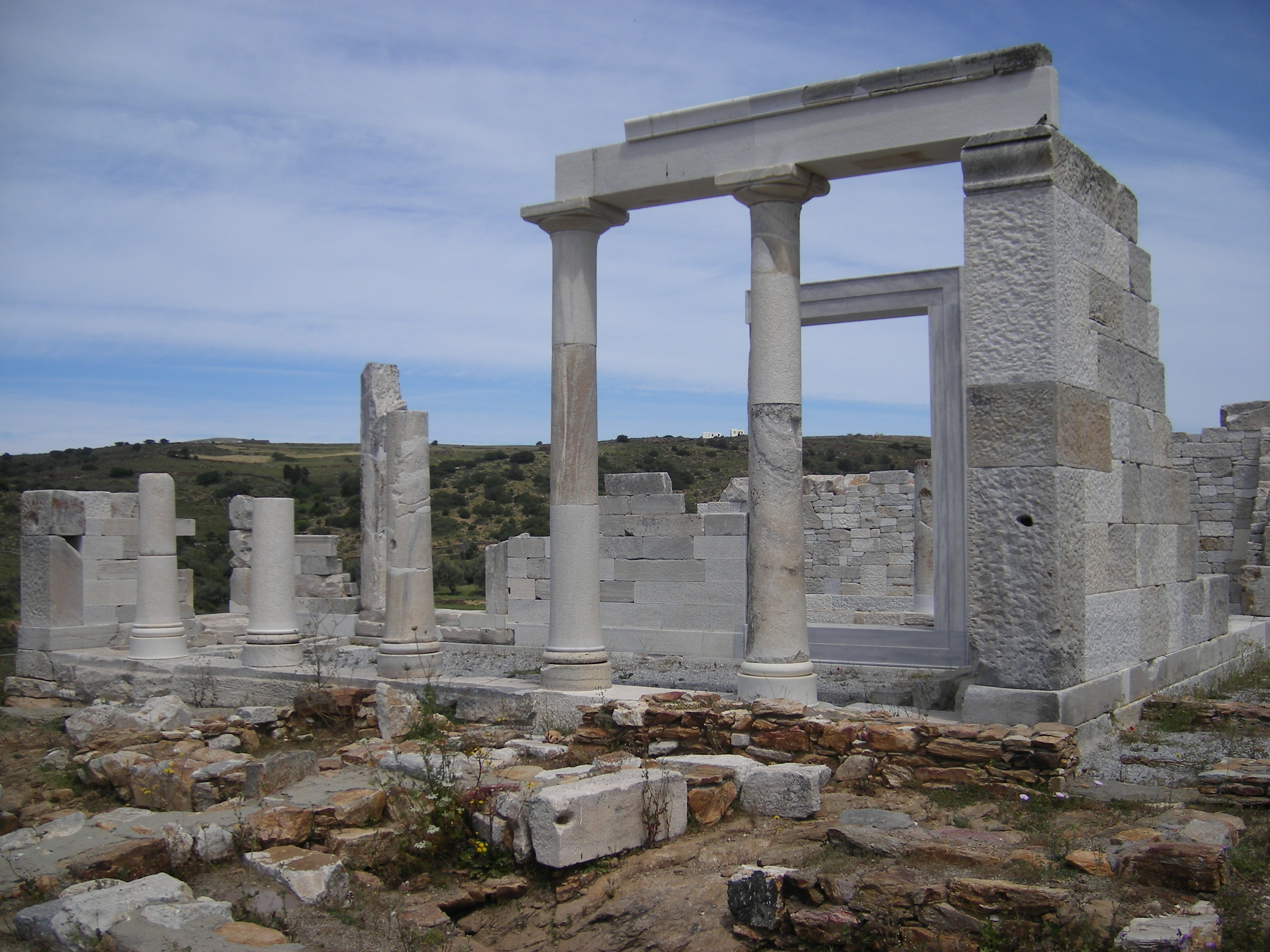
Tempio di Demetra
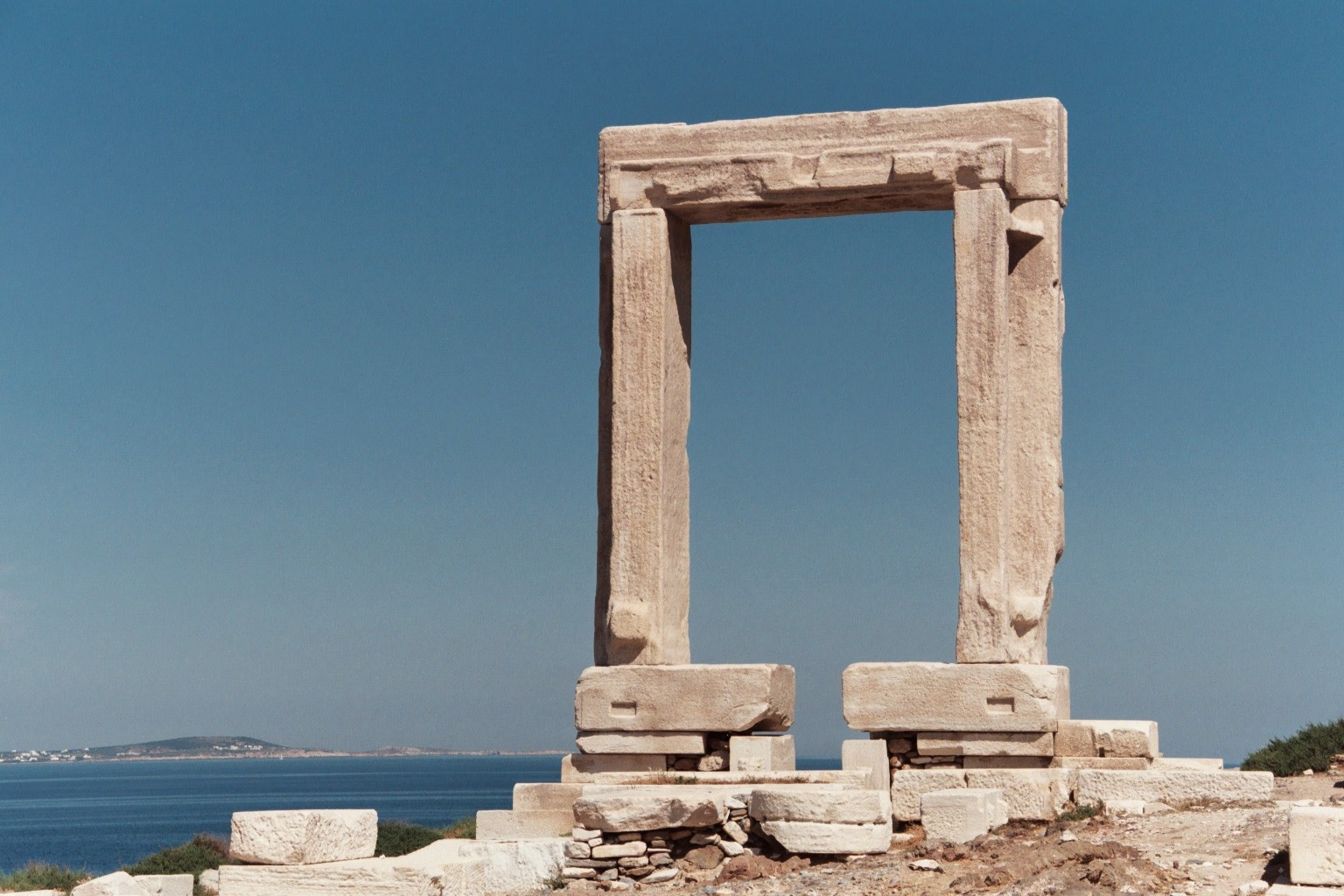
Portara, ovvero la porta del tempio di Apollo, a Chora
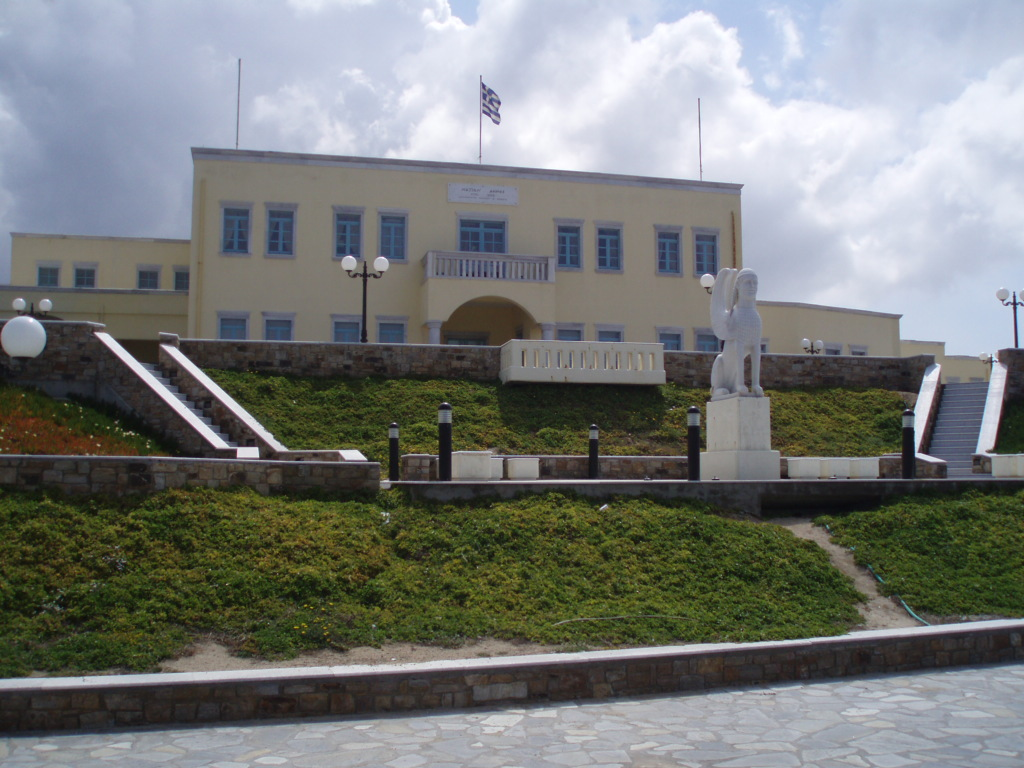
Il Comune di Naxos
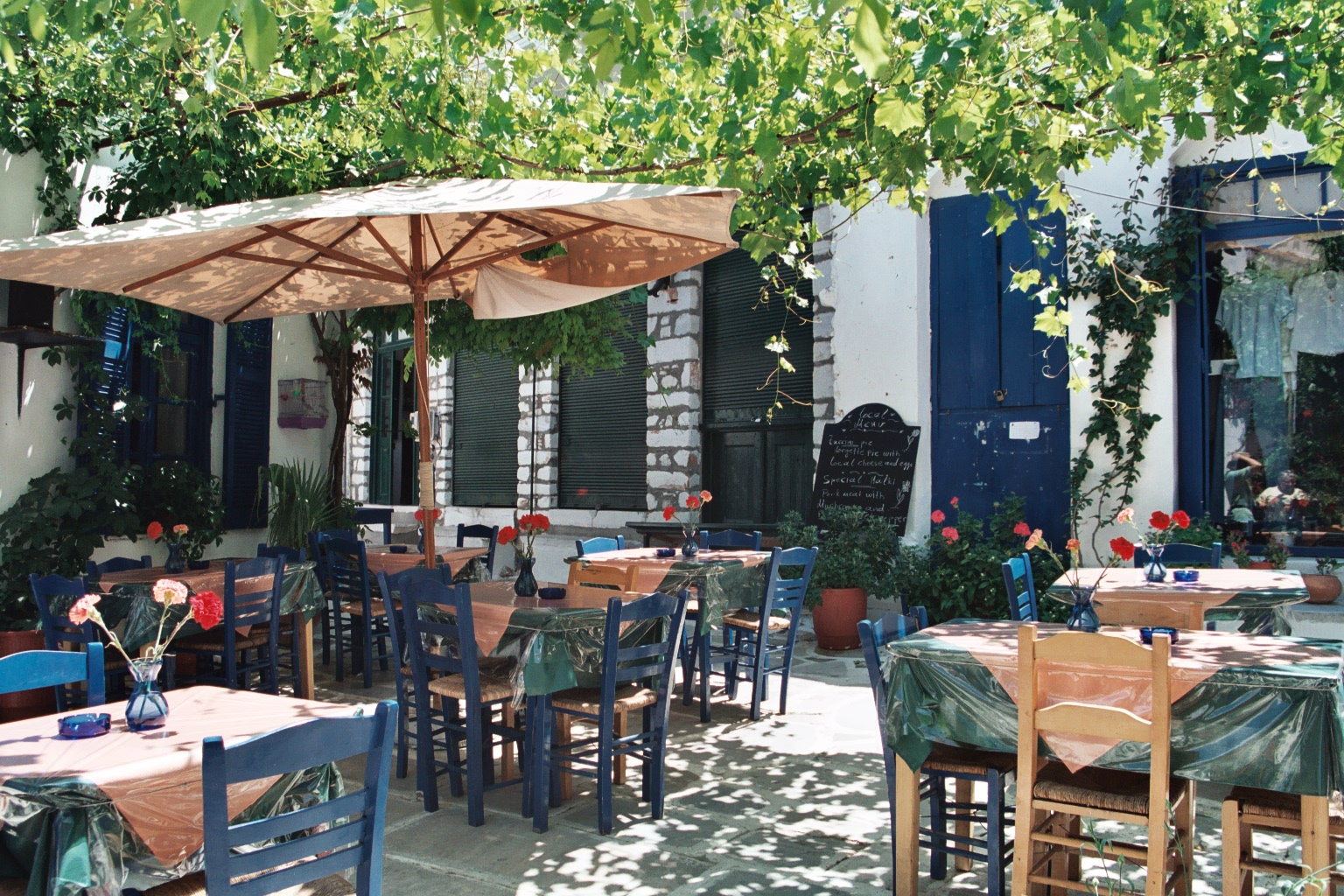
Taverna nel centro di Filoti
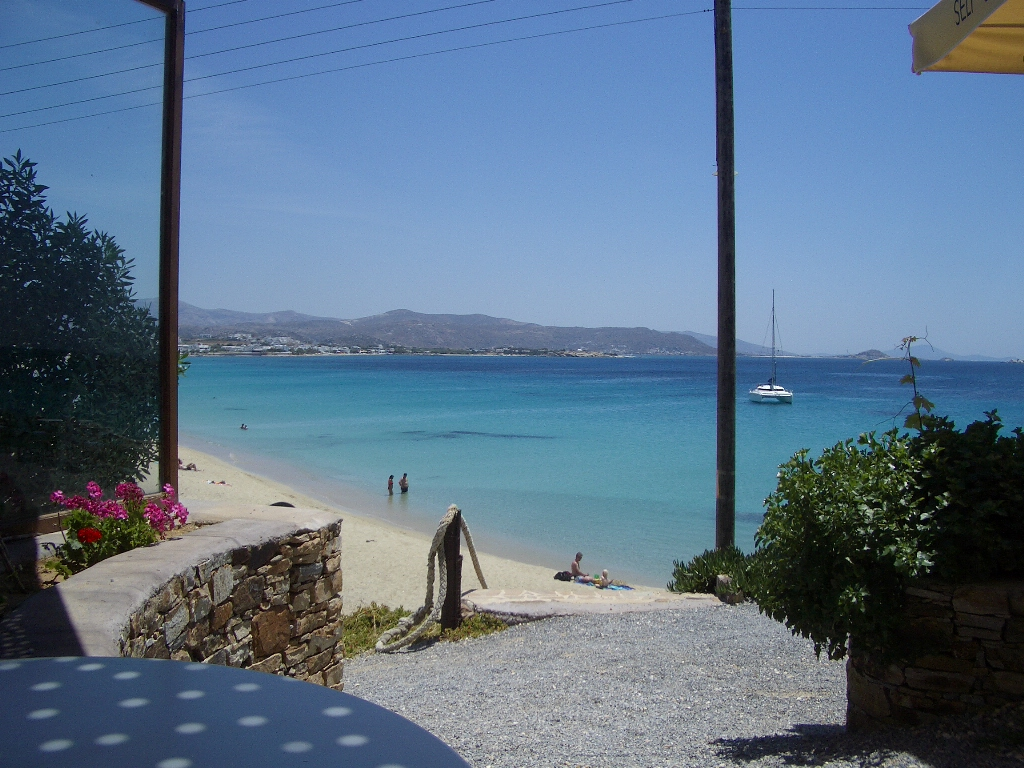
La spiaggia di San Procopio
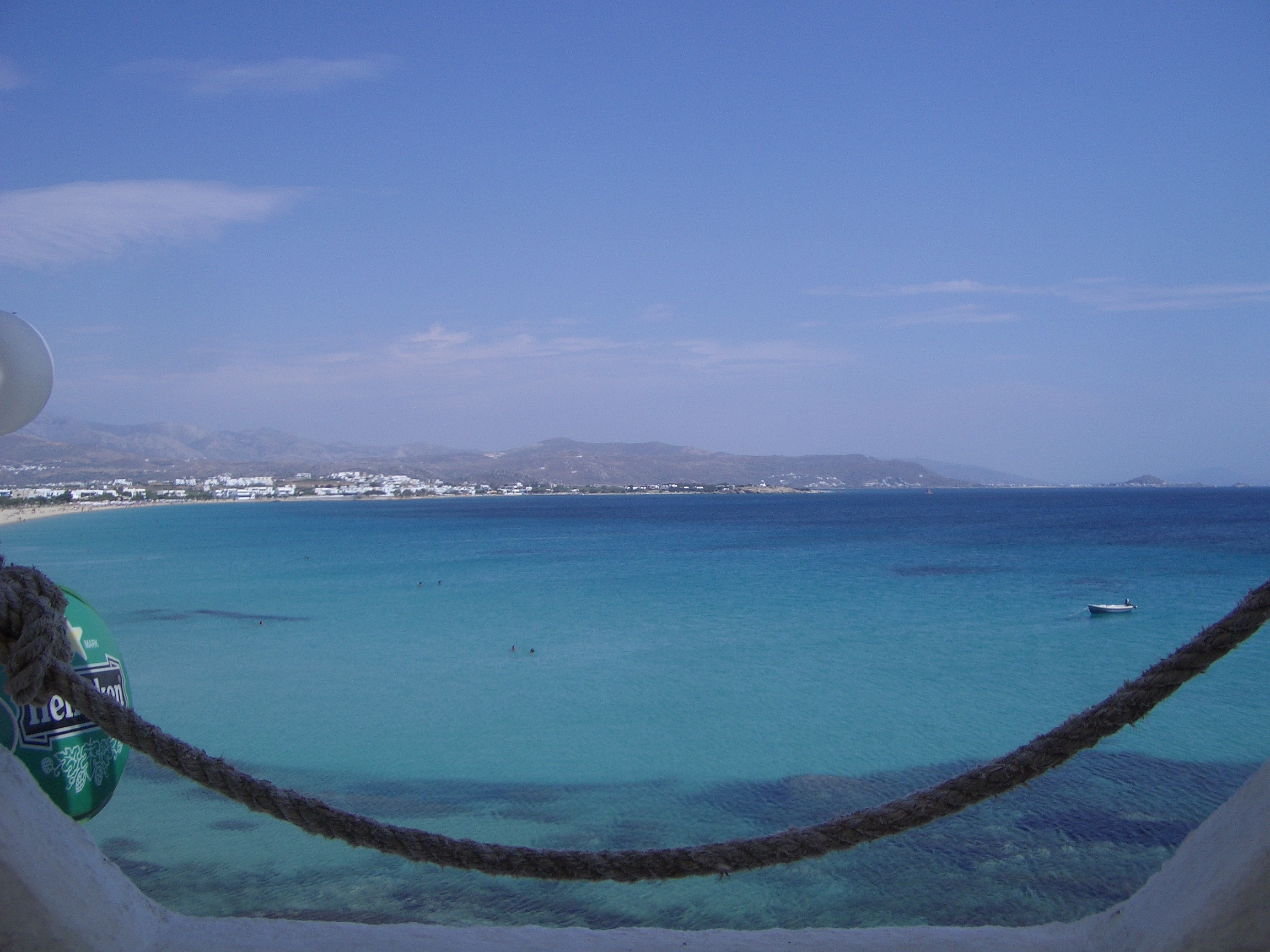
Vista d'insieme delle spiagge di San Procopio e Sant'Anna
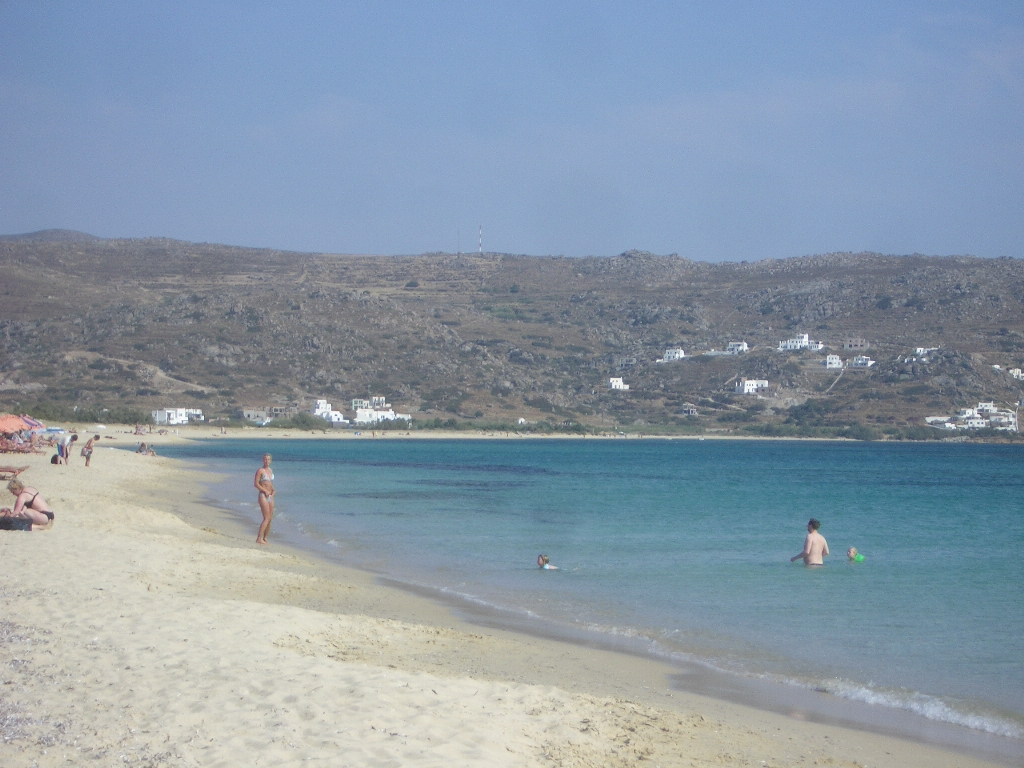
La spiaggia di Plaka
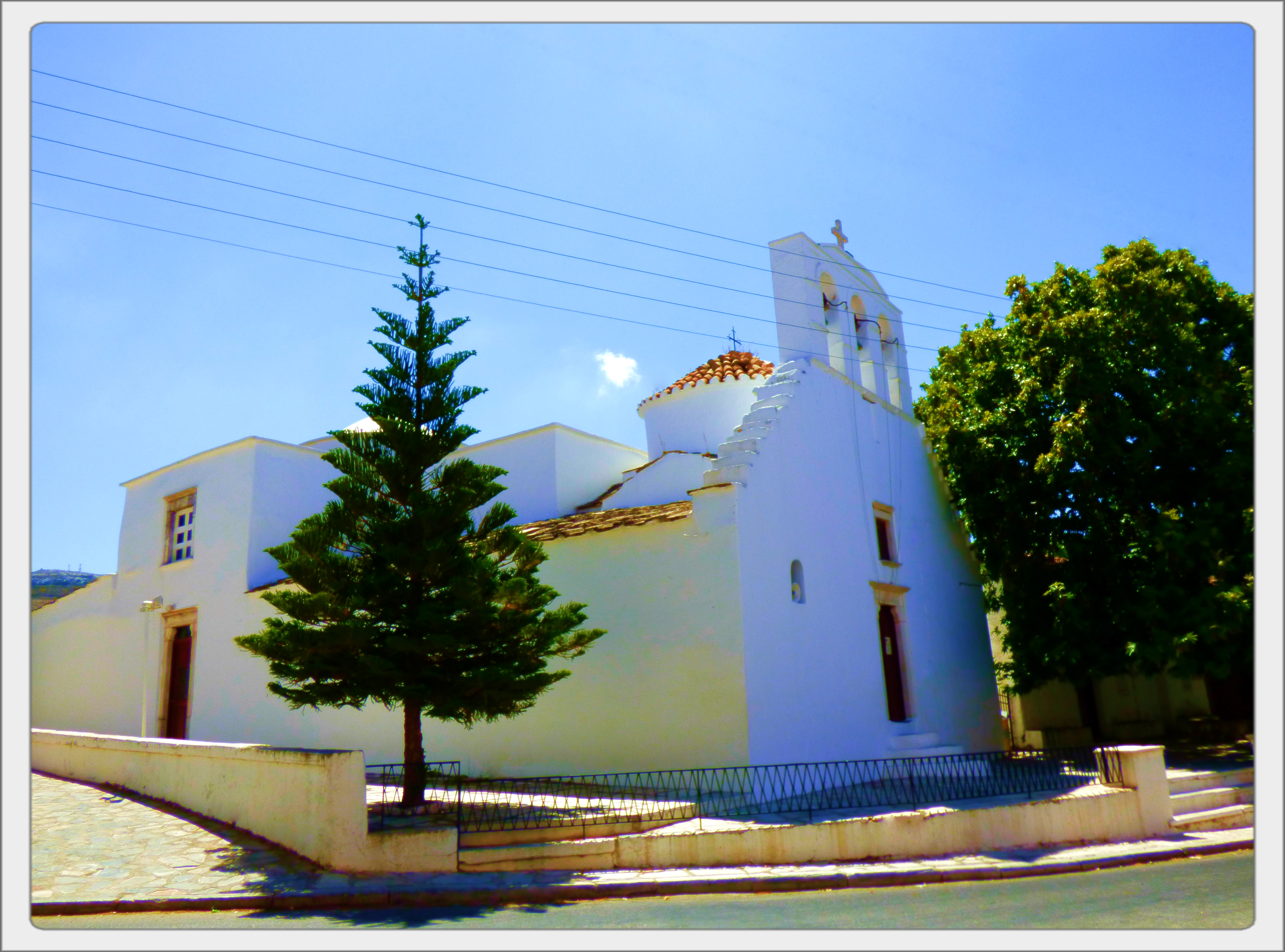
Chiesa di Panaghia Protothroni